# 청진항선
청진항선(淸津港線)은 조선민주주의인민공화국 함경북도 청진시에 있는 청진청년역과 청진항역을 연결하는 철도노선이다. 이 노선은 도문선의 분할과 함께 '청진선'(淸津線)으로 분리되었다. 광복 이후에 본선은 현재의 명칭으로 변경되었다.

## 노선 정보
- 구간과 거리 : 청진청년역~청진항역 2.8km
- 역 수 : 2개(양단역 포함)
- 궤도 간격 : 1435mm(표준궤)
- 전철화 구간 : 전 구간(직류 3000V)
- 복선 구간 : 없음

## 연혁
- 1916년 11월 5일: 청진역(구청진역)~창평역 55.7km 구간 개통.
- 1928년 9월 1일: 함경선의 개통으로 수성역과 청진역의 구간은 청진선(淸津線)으로 분리됨.[2]
- 1933년 10월 1일: 본선, 함경선 수성역~회령역 구간, 회령탄광선, 도문선은 남만주철도에 의하여 위탁경영됨.[3]
- 1940년 6월 30일: 1933년 10월 1일부터 실시된 위탁경영이 종료됨.[4]
- 1940년 7월 1일: 본선은 청진역에서 청진항까지 연장되고 청진항에는 화물취급을 위하여 청진항역이 설치됨.[4]
- 1942년 2월 1일: 청진역(청진청년역)이 현재위치로 이전되면서 본선의 영업거리는 2.8km로 변경됨.[5]

## 역 목록
- 청진청년역(淸津靑年驛)
- 청진항역(淸津港驛)